# Yamaguchi Noriyuki
Yamaguchi Noriyuki (山口 敬之 Sơn Khẩu Kính Chi, sinh năm 1966) là một cựu nhà báo và nhà viết tiểu sử người Nhật của Thủ tướng Nhật Bản Abe Shinzō. Ông bị buộc tội cưỡng hiếp Itō Shiori, một thực tập sinh tại Thomson Reuters. Sự phủ nhận của ông và việc cảnh sát bác đơn trình báo về tội hiếp dâm đối với Yamaguchi đã làm dấy lên phong trào Me Too ở Nhật Bản.

## Tiểu sử
Yamaguchi Noriyuki sinh ra tại Tokyo, Nhật Bản vào năm 1966. Ông theo học Khoa Kinh tế của Đại học Keio. Sau đó, ông gia nhập Đài truyền hình Tokyo Broadcasting System Television (TBS Television) được phân công cho bộ phận tin tức với tư cách là một phóng viên ảnh. Nhiệm vụ của ông ở nước ngoài bao gồm Luân Đôn, Anh, Phnôm Pênh, Campuchia, và Washington, DC, Mỹ. Sau khi nghỉ hưu, ông xuất hiện trên các chương trình TV như TV Asahi và Fuji TV và trên đài phát thanh.

## Vụ kiện tấn công tình dục
Itō Shiori chính thức đệ đơn kiện Yamaguchi vào tháng 9 năm 2017 vì tội tấn công tình dục cô trong một khách sạn vào ngày 4 tháng 4 năm 2015. Itō trước đó đã nộp một bản trình báo của cảnh sát vào tháng 7 năm 2016, dù bị các công tố viên bỏ qua vì không đủ bằng chứng. Sau đó, Itō quyết định đệ đơn khiếu nại lên Ủy ban Điều tra Truy tố, nhưng phán quyết tháng 9 năm 2017 không buộc tội Yamaguchi vì "không có cơ sở pháp lý chung để lật ngược vụ việc."
Một tòa án ở Tokyo vào tháng 12 năm 2019 đã trao cho Itō 3,3 triệu yên (30.000 đô la Mỹ) cộng với các khoản phí bồi thường thiệt hại từ Yamaguchi, tuy nhiên ông tuyên bố rằng ông sẽ kháng cáo quyết định này (ban đầu cô đòi Yamaguchi phải bồi thường 11 triệu yên (100.000 đô la Mỹ). Yamaguchi phủ nhận cáo buộc và đệ đơn kiện chống lại Itō, đòi bồi thường 130 triệu yên (1.180.000 đô la Mỹ), cho rằng vụ việc là đồng thuận và các cáo buộc sau đó đã làm tổn hại danh tiếng của ông, mặc dù vụ kiện đó sau này đã bị từ chối do sự không nhất quán trong lời khai của mình. Phán quyết này đã thu hút giới báo chí quốc tế do thiếu các vụ tấn công tình dục được trình báo ở Nhật Bản và số lượng thử thách gắt gao về mặt xã hội và pháp lý mà Itou phải chịu đựng để lên tiếng.

## Tranh chấp với Kobayashi Yoshinori
Ngày 24 tháng 1 năm 2019, Yamaguchi đã đệ đơn kiện dân sự chống lại họa sĩ truyện tranh Kobayashi Yoshinori. Yamaguchi tuyên bố rằng Kobayashi đã phổ biến thông tin sai lệch hoàn toàn khác với các sự kiện trong manga Gomanism Declaration do Kobayashi vẽ trên tạp chí SAPIO số tháng 8 năm 2017, mà Yamaguchi bị mô tả là tội phạm.